# Taglang La
De Taglang La of Tanglang La is een bergpas in de Indiase Himalaya. De pas is een deel van de Leh-Manali Highway en verbindt het Indusdal met de Moreyhoogvlakte bij Pang. De pas werd in 1989 geopend voor buitenlanders.
De Leh-Manali Highway verlaat het Indusdal bij Upshi, om via een klein zijdal omhoog te gaan tot de pas. Op de pas zelf is het mogelijk de Karakoram in de verte te zien liggen. Aan de zuidkant van de pas begint een plateau, waar gedurende het grootste gedeelte van het jaar een pak sneeuw ligt. De weg daalt geleidelijk af tot Pang, het laatste stuk bestaat uit een serie haarspeldbochten door een kloof. Na Pang gaat de weg weer omhoog naar de Lachlung La.
De Taglang La loopt door gebied dat slechts wordt bewoond door Khampanomaden. Behalve een enkele joert of een kudde jaks is het gebied vrijwel verlaten. Pang zelf is in feite een verzameling tenten.